# 63 Pułk Piechoty (Imperium Rosyjskie)
63 Uglicki pułk piechoty (ros. 63-й пехотный Углицкий генерал-фельдмаршала Апраксина полк) – oddział piechoty okresu Imperium Rosyjskiego.

## Charakterystyka
Sformowany 1 października 1708 za panowania Piotra I Wielkiego, rozformowany w 1918.
Stacjonował między innymi w m. Sokółka.

 W przededniu I wojny światowej pułk etatowo posiadał cztery bataliony po cztery kompanie oraz kompanię tyłową. Kompania piechoty czasu wojny liczyła około 240 żołnierzy i 4–5 oficerów. Na szczeblu pułku występował także pododdział karabinów maszynowych (8 km), łączności (w tym 14 konnych gońców i 21 telefonistów) i zwiadowczy (64 zwiadowców, w tym 4 kolarzy). W sumie pułk liczył około 4000 żołnierzy.

## Przyporządkowanie
1 stycznia 1914
- 6 Korpus Armijny – Łomża
  - 16 Dywizja Piechoty – Białystok
    - 2 Brygada Piechoty – Białystok
      - 63 Uglicki pułk piechoty – Sokółka